# HMS Laverock (1913)
Le HMS Laverock est un destroyer de classe Laforey (en) de la Royal Navy.

## Histoire
Lors de la mise en service, le Laverock rejoint la 3e flottille de destroyers (en) de la Force de Harwich. Le 2 novembre 1914, le Laverock accompagne le croiseur léger Aurora et les destroyers Lark et Lawford lors d'une patrouille anti-sous-marine dans la zone des Broad Fourteens. Au fur et à mesure de leur parcours entre les champs de mines britanniques et allemands, les navires rencontrent de nombreuses mines flottantes égarées, détruisant 15 d'entre elles. La patrouille est toujours en mer lorsque des croiseurs et des croiseurs de guerre allemands vont faire un raid sur Yarmouth le lendemain matin, et reçoit l'ordre de Yarmouth pour tenter d'intercepter les forces allemandes. Les Allemands réussissent à échapper aux forces britanniques. En octobre 1915, la 3e flottille de destroyers est renommée 9e flottille de destroyers, faisant toujours partie de la Force de Harwich, avec le Laverock faisant partie de la nouvelle formation.
Le Laverock fait partie de l'escorte du transport d’hydravions HMS Vindex lorsque le Vindex, couvert par la plupart des navires de la Force de Harwich, lance une attaque aérienne infructueuse contre une base allemande de zeppelins qui se trouverait à Hoyer dans le Schleswig-Holstein les 25 et 26 mars 1916. Seuls deux hydravions sur cinq envoyés reviennent, la base de zeppelins était en fait à Tondern, mais ils n'étaient pas en mesure d'attaquer la base. Le Commodore Reginald Tyrwhitt envoie plusieurs de ses destroyers, dont le Laverock, à la recherche des hydravions disparus. Aucun signe des hydravions manquants n'est trouvé (ils furent, en fait, abandonné en raison de problèmes de moteur et leurs équipages capturés par les Allemands), mais la force rencontre deux bateaux de patrouille allemands qu'ils coulent. En récupérant les survivants des deux bateaux de patrouille, le Laverock percute le destroyer Medusa. Alors que les dommages causés au Laverock se limitent à sa proue, le Medusa est troué dans sa salle des machines et pris en remorque par le leader de flottille Lightfoot, mais en raison du mauvais temps, le Medusa est finalement sabordé. Au cours du voyage de retour de la force de Tyrwhitt, les croiseurs Cleopatra et Undaunted entrent également en collision, endommageant gravement l’Undaunted, peu de temps après que le Cleopatra a percuté et coulé le destroyer allemand G 194.
La Force de Harwich est retenue comme réserve pendant la bataille du Jutland du 31 mai au 1er juin 1916. Lorsque le cuirassé Marlborough est endommagé par une torpille allemande, le Laverock est l'un des huit destroyers de la Force de Harwich envoyés pour escorter le cuirassé paralysé jusqu'au Humber. Le 13 août 1916, le Laverock, le Lance et le Lassoo font partie de l'escorte d'un convoi vers la Hollande lorsque le Lassoo heurte une mine, tuant six membres de son équipage. Croyant que le Lassoo avait été torpillé, les autres destroyers déploient leurs mines anti-sous-marines. Mais l'une du Laverock explose, mais aucun débris n'est remonté.
Début 1917, la 9e flottille de destroyers est divisée, les destroyers plus récents rejoignant la 10e flottille de destroyers (en) et les navires des classes L sont dispersés en différentes unités, le Laverock rejoint la Dover Patrol. Dans la nuit du 24 au 25 février 1917, le Laverock est l'un des cinq destroyers (les autres sont les Lance, Landrail, Lochinver et Laurel) patrouillant le détroit de Douvres pour se prémunir contre les attaques des torpilleurs allemands, tandis que d'autres forces de destroyers et de croiseurs sont dans les Downs et à Douvres. Cette nuit-là, des torpilleurs allemands effectuent un raid contre le barrage de Douvres et les navires alliés dans le détroit de Douvres, avec une flottille attaquant le barrage et une demi-flottille de torpilleurs opérant au large de la côte du Kent. La 6e flottille allemande, comprenant six torpilleurs (autant que les destroyers de la Royal Navy), rencontre le Laverock et engage le destroyer britannique avec des coups de feu et au moins deux torpilles, dont l'une frappe le Laverock mais n'explose pas. Le Laverock poursuit les navires allemands qui retournent à la base. Le deuxième groupe allemand de cinq torpilleurs est repéré près de l'entrée nord des Downs et bombarde Margate et Westgate-on-Sea avant de retourner à la base.
Le 18 avril 1917, le Laverock quitte la 6e flottille pour la 4e flottille, maintenant basée à Devonport et employée à des fonctions d'escorte de convoi. Le Laverock fait partie de la 4e flottille jusqu'à la fin de la guerre le 11 novembre 1918.
Le Laverock est mis en réserve au Nore en mars 1919 et est vendu pour la ferraille au chantier de démolition de navires de Thos W Ward à Grays le 9 mai 1921.